# Hatchiana kyushuensis
Hatchiana kyushuensis là một loài bọ cánh cứng trong họ Cantharidae. Loài này được Takakura miêu tả khoa học năm 1988.